# 松尾長造

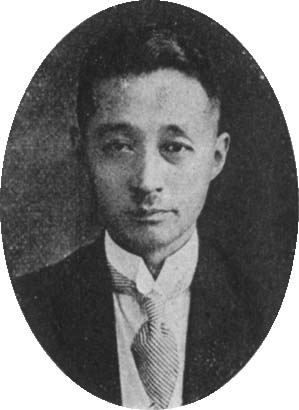
松尾長造

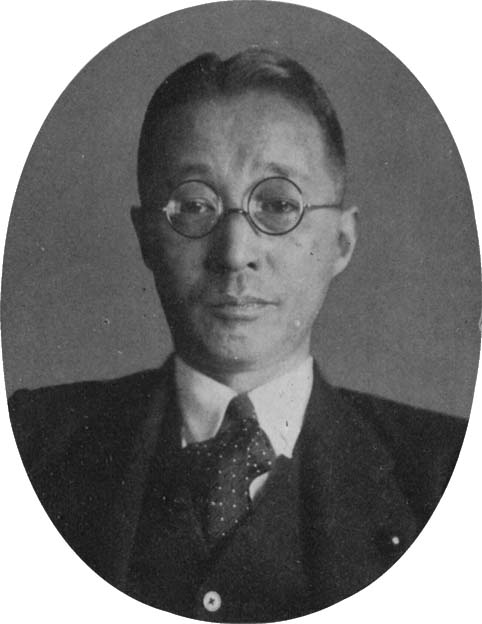
松尾長造

松尾 長造（まつお ちょうぞう、1891年（明治24年）5月16日 - 1963年（昭和38年）5月21日）は、日本の文部官僚。広島女子高等師範学校校長。

## 経歴
長崎県出身。1917年（大正6年）、東京帝国大学文科大学哲学科を卒業。1920年（大正9年）、第八高等学校教授となる。ついで文部事務官、督学官・書記官、宗教局宗教課長・保存課長、社会教育局成人教育課長・庶務課長などを歴任し、1937年（昭和12年）に宗教局長となり、1940年（昭和15年）には図書局長に転じた。
戦争末期の1945年（昭和20年）、新設された広島女子高等師範学校校長に就任した。戦後は二松學舍大学教授を務めた。

## 著書
- 『宗教団体法解説』（仏教聯合会、1939年）

## 関連文献
- 大澤広嗣 「宗教団体法制定と文部省宗教局長の松尾長造」（『佛教文化学会紀要』第22号、2013年11月、NAID 40019861778）

| その他の役職  | その他の役職                           | その他の役職  |
| ------------- | -------------------------------------- | ------------- |
| 先代 （新設） | 日本語教育振興会理事長 1941年 - 1943年 | 次代 近藤寿治 |